# Judy (trilha sonora)
Judy é a trilha sonora do filme de mesmo nome lançado em 27 de setembro de 2019, pela Decca Records. O álbum apresenta músicas interpretadas por Renée Zellweger como Judy Garland do filme, juntamente com duetos com Sam Smith e Rufus Wainwright.

## Faixas
| N.º            | Título                                                          | Duração |  |
| 1.             | "By Myself"                                                     | 4:14    |  |
| 2.             | "Get Happy" (com Sam Smith)                                     | 2:52    |  |
| 3.             | "For Once in My Life"                                           | 3:00    |  |
| 4.             | "Zing Went the Strings"                                         | 3:22    |  |
| 5.             | "You Made Me Love You"                                          | 2:29    |  |
| 6.             | "Talk of the Town"                                              | 3:42    |  |
| 7.             | "Come Rain or Come Shine"                                       | 3:44    |  |
| 8.             | "Have Yourself a Merry Little Christmas" (com Rufus Wainwright) | 2:58    |  |
| 9.             | "The Trolley Song"                                              | 2:29    |  |
| 10.            | "The Man That Got Away"                                         | 4:21    |  |
| 11.            | "San Francisco"                                                 | 2:45    |  |
| 12.            | "Over the Rainbow"                                              | 3:35    |  |
| Duração total: | Duração total:                                                  | 39:31   |  |

## Prêmios e indicações
| Lista de prêmios e indicações | Lista de prêmios e indicações | Lista de prêmios e indicações      | Lista de prêmios e indicações | Lista de prêmios e indicações | Lista de prêmios e indicações | Lista de prêmios e indicações |
| Ano                           | Prêmio                        | Categoria                          | Indicado/a (s)                | Resultado                     | Ref(s)                        |                               |
| ----------------------------- | ----------------------------- | ---------------------------------- | ----------------------------- | ----------------------------- | ----------------------------- | ----------------------------- |
| 2021                          | Grammy Awards de 2021         | Melhor Álbum Vocal Pop Tradicional | Renée Zellweger               | Indicado                      | [ 3 ]                         |                               |

## Charts
| Chart (2019)                       | Melhor posição |
| ---------------------------------- | -------------- |
| Escócia (Official Scottish Albums) | 35             |